# Aconitum tauricum
Aconitum tauricum (Wulfen, 1788), comunemente noto come aconito taurico, è una pianta erbacea appartenente alla famiglia delle Ranunculaceae, diffusa nell'Europa centro-orientale.

## Etimologia
Il nome del genere (“Aconitum”) deriva dal greco akòniton (= pianta velenosa). La pianta infatti risulta conosciuta per l'alta sua tossicità fin dai tempi dell'antichità omerica. Con questo nome probabilmente veniva indicata una pianta velenosa endemica il cui habitat frequente era tra le rocce ripide di alcune zone della Grecia. Due sono le radici che vengono attribuite al nome: (1) akòne (= pietra) in riferimento al suo habitat; (2) koné (= uccidere), facendo ovviamente riferimento alla sua tossicità. Questo nome veniva anche usato come simbolo negativo (maleficio o di vendetta) nella mitologia dei popoli mediterranei.

L'epiteto specifico (tauricum) deriva dalla regione della Crimea, che anticamente era denominata “Taurica Chersoneso”, probabile origine di questa pianta.

Il binomio scientifico attualmente accettato (Aconitum tauricum) è stato proposto dal botanico, mineralogista, alpinista e sacerdote gesuita Franz Xaver von Wulfen (1728 –  1805) nella pubblicazione  ”Plantae rariores carinthiacae. Collectanea annuncio botanicam, chemiam et naturalem historiam, vol.II” del 1788.

## Descrizione
Sono piante erbacee, perenni la cui altezza può arrivare da 1 fino a 8 dm.  La forma biologica è definita come geofita rizomatosa (G rhiz), ossia sono piante che portano le gemme in posizione sotterranea. Durante la stagione avversa non presentano organi aerei e le gemme si trovano in organi sotterranei come rizomi, un fusto sotterraneo dal quale, ogni anno, si dipartono radici e fusti aerei. 

### Radici
Le radici sono secondarie da rizoma. 

### Fusto
- Parte ipogea: la parte sotterranea del fusto consiste in un rizoma tuberoso a forma conica di tipo fittone.
- Parte epigea: la parte aerea è eretta, robusta, verde e quasi del tutto priva di rami (2 - 3 al massimo).

### Foglie

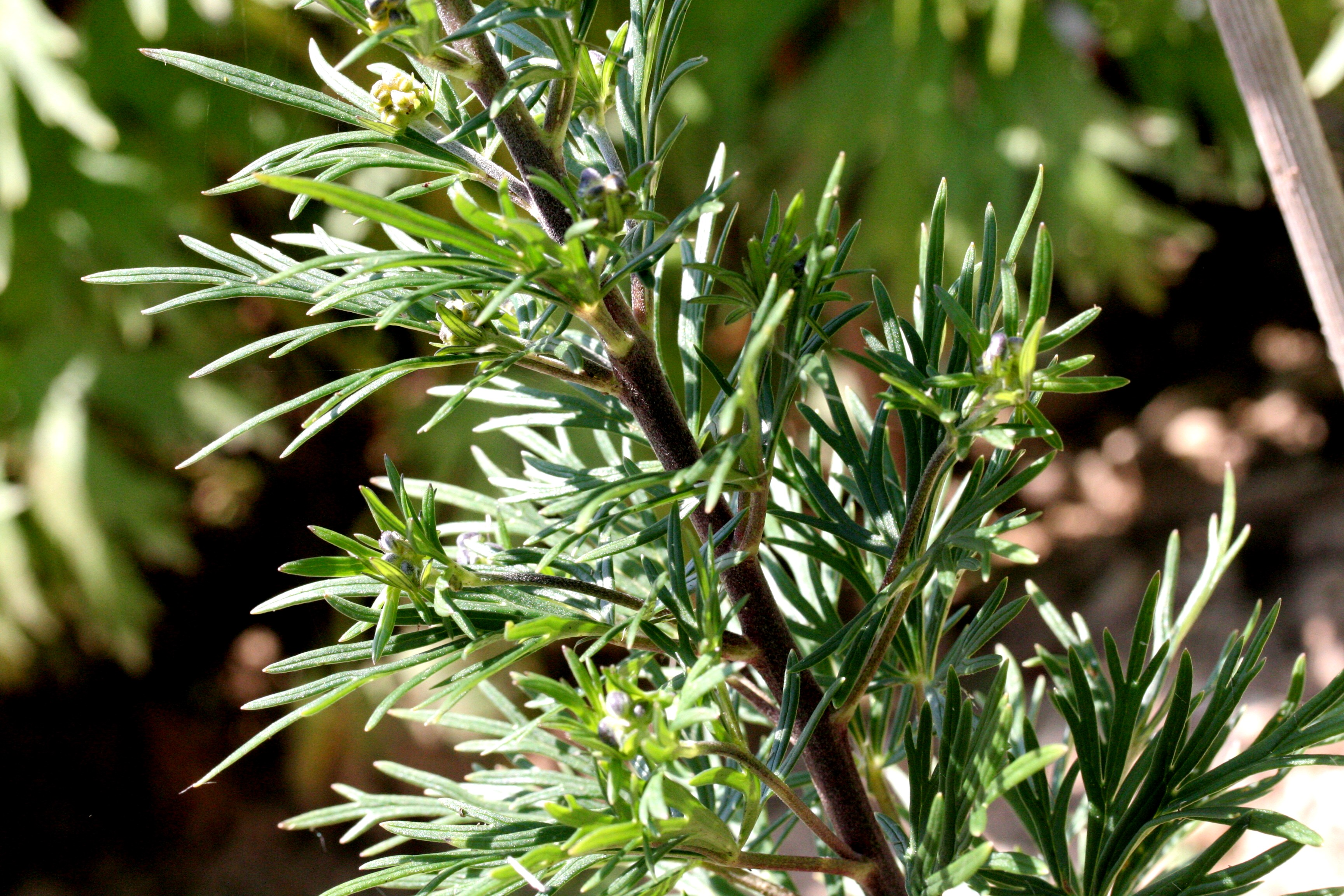
Le foglie. Località: Giardino Botanico Alpino "Giangio Lorenzoni", Pian Cansiglio, Tambre d'Alpago (BL), 1000 m s.l.m. - 16/07/2009

- Foglie basali: le foglie basali, di colore verde scuro con evidenti nervature, sono picciolate. La lamina (foglie 2 – 3 palmato-partite o anche palmatosette) è pentagonale ed è divisa in 5 (o più – fino a 7) segmenti a forma lanceolata o anche strettamente lineare. I segmenti sono larghi 3 mm; mentre il segmento mediano è a sua volta inciso fino a 5/7 della lunghezza.
- Foglie cauline: le foglie cauline sono progressivamente più piccole, sessili, con la lamina più profondamente incisa e i lobi più stretti. La disposizione delle foglie lungo il fusto è alterna.

### Infiorescenza
L'infiorescenza è una pannocchia terminale simile ad una spiga; alla base è più densa. L'asse dell'infiorescenza si presenta poco pubescente (quasi glabra). Alla diramazione dei rami sono presenti delle foglie di tipo bratteale. I fiori sono peduncolati. Altezza dell'infiorescenza: 5 – 15 cm.

### Fiore
Questi fiori sono considerati arcaici, o perlomeno derivati da fiori più arcaici dalla struttura aciclica. Il perianzio è formato da due verticilli: gli elementi esterni hanno una funzione di protezione e sono chiamati tepali o sepali (la distinzione dei due termini in questo caso è ambigua e quindi soggettiva); quelli interni sono dei nettari (in questo fiore la corolla è praticamente assente). I fiori sono pentameri (a cinque elementi) a simmetria zigomorfa (o bilaterale). Il colore del perianzio è blu intenso – violetto cupo. La forma complessiva è quella di un fiore protetto e chiuso, ma adatto ad attirare le api. I fiori non sono profumati come del resto la maggioranza dei fiori delle specie della famiglia delle Ranunculaceae. Dimensione dei fiori: 20 – 30 mm.
- Formula fiorale: per questa pianta viene indicata la seguente formula fiorale:

x K 5, C 2, A numerosi, G 5 (supero)
- Calice: il calice ha cinque sepali (o tepali) di tipo petaloideo, molto diversi fra loro, di cui il superiore ha la forma di elmo o casco a geometria emisferica con alla base un prolungamento a forma di becco; la superficie dell'elmo è poco pubescente quasi glabra. Degli altri sepali due hanno una disposizione laterale a forma ovale; i due inferiori sono più lineari/lanceolati e canalicolati. I sepali non sono persistenti alla fruttificazione. Dimensioni dell'elmo: altezza 6 – 10 mm; larghezza 15 – 20 mm. Dimensione dei petali laterali: larghezza 9 – 15 mm; lunghezza 10 – 20 mm.
- Corolla: la corolla è praticamente assente; i petali (parte interna del fiore) sono 8 di cui due trasformati in nettari di forma cilindrica incurvati in avanti e terminanti con un uncino per meglio trattenere i vari insetti pronubi; gli altri sono ridotti a delle semplici linguette.
- Androceo: gli stami (scuri) sono numerosi a disposizione spiralata, raccolti nella parte inferiore del fiore. Il polline ha un diametro medio di 33 – 35 micron (si distingue così dalla specie affine Aconitum angustifolium con polline di 37 – 38 micron di diametro).
- Gineceo: i carpelli (sessili e spiralati) sono 5 (raramente di meno). I pistilli, posizionati al centro degli stami, contengono da 10 a 20 ovuli.
- Fioritura: da agosto a ottobre

### Frutti
Il frutto è costituito da un aggregato di tre capsule o follicoli glabri, sessili e polispermi (frutto secco sviluppato longitudinalmente con delle fessure per la fuoriuscita dei semi). Ogni follicolo termina con un becco diritto. All'interno del follicolo sono contenuti dei piccoli semi cilindrici e privi di lamelle, di colore bruno lucido e dalla superficie rugosa. Dimensione dei follicoli: larghezza 5 mm: lunghezza 15 – 20 mm. Dimensione dei semi: 4 mm.

## Riproduzione
- Impollinazione: l'impollinazione è garantita soprattutto da diversi insetti, come api e vespe in quanto sono piante nettarifere (impollinazione entomogama).
- Riproduzione: la fecondazione avviene sia tramite l'impollinazione dei fiori (vedi sopra), ma anche per divisione del piede (propagazione tipicamente orticola).

## Distribuzione e habitat

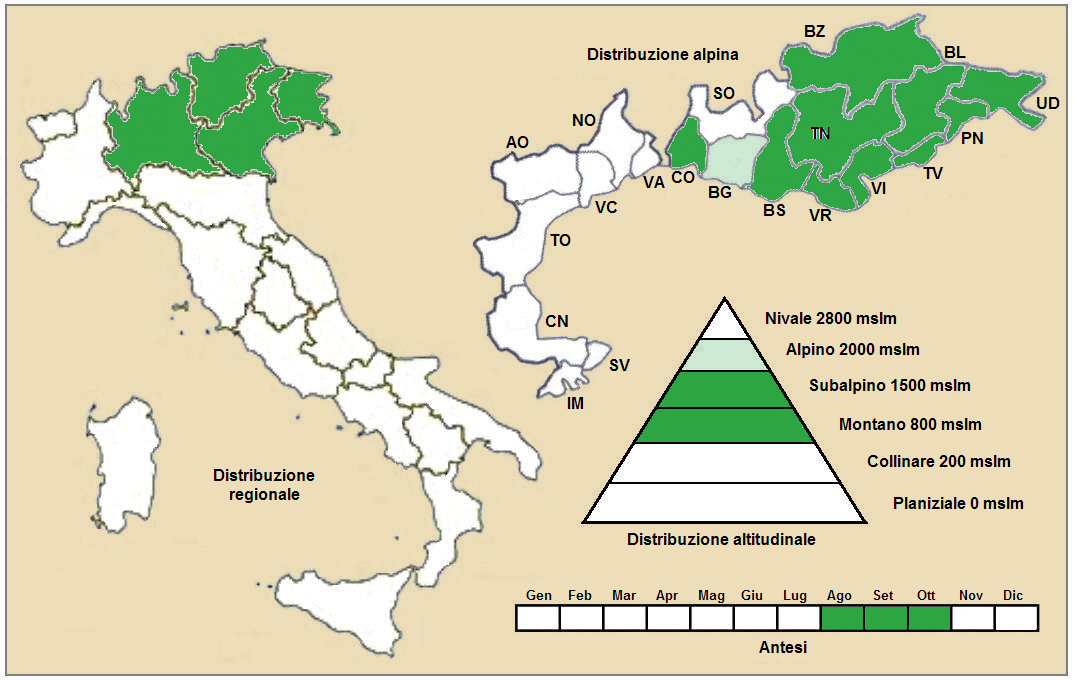
Aconitum tauricum - Distribuzione della pianta (Distribuzione regionale – Distribuzione alpina)

- Geoelemento: il tipo corologico (area di origine) è Orofita – Sud Est Europeo.
- Distribuzione: in Italia questa pianta è presente solamente nelle Alpi centro-orientali. Mentre fuori dai confini italiani (sempre nell'arco alpino) si trova nella parte austriaca e in Slovenia. Sugli altri rilievi europei è presente nelle Alpi Dinariche e sui monti Carpazi.
- Habitat: l'habitat tipico per questo aconito sono le praterie rase subalpine e alpine (anche rocciose); ma anche i megaforbieti e popolamenti a felci. Frequente è la presenza vicino alle malghe a causa della concimazione naturale del bestiame (questa pianta può essere considerata sinantropa). Il substrato preferito è fondamentalmente siliceo con pH neutro, alti valori nutrizionali del terreno che deve essere mediamente umido.
- Distribuzione altitudinale: sui rilievi queste piante si possono trovare dai 600 fino a 2600 m s.l.m.; frequentano quindi i seguenti piani vegetazionali: montano e subalpino.

### Fitosociologia
Dal punto di vista fitosociologico la specie di questa voce appartiene alla seguente comunità vegetale:
Formazione: delle comunità delle macro- e megaforbie terrestri
Classe: Mulgedio-Aconitetea
Ordine: Calamagrostietalia villosae
Alleanza: Adenostylion

## Tassonomia
Il genere Aconitum comprende 250 specie (una dozzina delle quali sono spontanee dei territori italiani) distribuite soprattutto nelle regioni temperate. La famiglia delle Ranunculaceae invece comprende oltre 2000 specie distribuite su circa 47 generi (2500 specie e 58 generi secondo altre fonti). 

Da un punto di vista sistematico (e pratico) le specie di questo genere vengono classificate in base al colore e alla forma del fiore. In questo caso il fiore “Aconitum tauricum” appartiene al gruppo delle piante vellutate con cappuccio più o meno largo quanto alto e fiori blu.

L'assetto tassonomico di questo aconito ha subito più di una revisione e modifica in questi ultimi decenni. Sandro Pignatti nella “Flora d'Italia” lo descrive come sottospecie (Aconitum napellus subsp. tauricum (Wulgen) Gàyer). Attualmente i testi più aggiornati considerano questa pianta come specie con la seguente denominazione: Aconitum tauricum Wulfen. 

L'Aconitum tauricum inoltre fa parte del Gruppo di A. napellus. Si tratta di un gruppo polimorfo con un assetto tetraploide dei cromosomi e quindi molto variabile. La variabilità di questo gruppo si manifesta soprattutto nella forma delle foglie e nelle dimensioni e forma dell'elmo (elementi comunque che non permettono l'individuazione sicura dei vari taxa). Frequentemente si formano gruppi con caratteri intermedi probabilmente di origine ibridogena, ma possono presentarsi anche forme strettamente localizzate geograficamente. La difficoltà maggiore da un punto di vista sistematico si ha in quanto i limiti tra specie e specie (o anche tra sottospecie e sottospecie) sono a volte molto esigui e comunque variabili.

### Variabilità
Nell'elenco che segue sono indicate alcune sottospecie e varietà non presenti sul territorio italiano (l'elenco può non essere completo e alcuni nominativi sono considerati da altri autori dei sinonimi della specie principale o anche di altre specie):
- subsp. latemarense (Degen & Gàyer) Starm. (1996)
- subsp. nanum Grint.
- var. koehleri (Rchb.) Rchb. (1827)

### Ibridi
Nell'elenco seguente è indicato un ibrido interspecifico:
- Aconitum × teppneri Mucher ex Starm. (2001) - Ibrido con Aconitum napellus

### Sinonimi
Questa entità ha avuto nel tempo diverse nomenclature. L'elenco che segue indica alcuni tra i sinonimi più frequenti:
- Aconitum napellus subsp. tauricum (Wulgen) Gàyer (1912)
- Aconitum latemarense Degen &  Gàyer

### Specie simili
Gli aconiti sono fiori di facile identificazione rispetto ad altri generi;  più difficile è distinguere tra di loro le varie specie di aconito specialmente quelle di colore blu-violetto. Il casco (o elmo) insieme all'infiorescenza sono le parti più utili per distinguere le varie specie:
- Aconitum tauricum: l'infiorescenza (del tipo a spiga) è la più bassa del gruppo, quasi del tutto priva di rami; l'elmo è appena più alto dell'Aconitum napellus.
- Aconitum degeni: l'infiorescenza è una pannocchia lassa; l'altezza dell'elmo è quasi doppia rispetto alla larghezza.
- Aconitum napellus:  l'infiorescenza è una spiga; l'elmo è alto quanto largo.
- Aconitum variegatum: l'infiorescenza è una pannocchia densa; l'altezza dell'elmo 2 – 3 volte rispetto alla larghezza.

## Usi

### Farmacia
È una pianta velenosa (contiene alcaloidi e glucosidi – soprattutto l'aconitina). I suoi fiori sono tra i più tossici della flora spontanea italiana. I sintomi per avvelenamento di questa pianta sono nausea, vomito, diarrea, bradicardia, aritmia e infine arresto cardiaco e morte. Nella medicina popolare, anticamente, veniva usata per i suoi effetti antidolorifici, sedativi e calmanti. 

### Giardinaggio
Queste piante vengono soprattutto coltivate come fiori ornamentali grazie all'elegante contrasto tra i fiori e i ricco e decorativo fogliame. Sono piante rustiche (di facile impianto e mantenimento) e si adattano a qualsiasi tipo di terreno. Superano facilmente i rigori dell'inverno.